# Rapoportovy vlny terorismu
Teorie vln Davida C. Rapoporta zkoumá moderní terorismus, který autor sám definuje jako politicky motivované násilí. Rapoport jednotlivé fáze nazývá vlnami, což je „…cyklus aktivity v určitém časovém období … charakterizovaný fázemi expanze i kontrakce“. Každá z těchto vln chce revoluci, vyžaduje jiné prostředky a postupy. Jednotlivé vlny jsou označovány jako Anarchistická, Antikoloniální, Levicová a Náboženská vlna a probíhají od konce 19. století dodnes. S poslední zmíněnou by se lidstvo údajně mělo vypořádat v první čtvrtině 21. století, kdy se má objevit vlna nová.  Rapoport tvrdí, že „teror je hluboce zakořeněn v moderní kultuře“.

## První vlna terorismu
Roku 1880 z Ruska přichází první, tzv. „anarchistická“ vlna, která trvala přibližně 40 let. Tato vlna začíná koncem 19. století ze dvou hlavních důvodů, těmi jsou doktrína a technologie. Za spouštěč této vlny se uvádí událost z 24.1. 1878, kdy anarchistka Věra Zasuličová postřelila a zranila policejního důstojníka v Petrohradu, který měl bičovat politické vězně. Zasuličová byl souzena, ale nebyla odsouzena, během procesu vyřkla slavný výrok: „Jsem terorista, ne vrah.“
Jeden z hlavních projevů anarchistické vlny byly útoky na vysoce postavené politické představitele, kteří by mohli ovlivnit postoje veřejnosti. Mezi nejznámější útok patří atentát na cara Alexandra II. 13. března 1881, odplatou za to, že nedokázal dostatečně rychle dostát svým slibům a sociálním reformám.
Anarchisté také věřili, že jejich útoky by měly být vyzdvihovány pozdějšími generacemi jako ušlechtilé úsilí o osvobození lidstva. Pro anarchisty bylo použití teroru nejrychlejším a nejúčinnějším prostředkem k zničení konvencí, které potlačují společnost. Útoky byly často financovány bankovními loupežemi a provedeny oblíbenou zbraní anarchistů, vynálezem doby, dynamitem.
Vznikla Narodnaja Volja (Vůle lidu), první známá nacionalistická povstalecká organizace anarchistů, která používala úmyslné a metodické násilí proti ruským vládním činitelům.
Atentát na amerického prezidenta McKinleyho v roce 1901 posílil mezinárodní úsilí o potlačení anarchistických skupin v Americe i v zahraničí. Evropské národy podepsaly v roce 1904 protianarchistický protokol, který vyzval k posílení mezinárodní policejní spolupráce a sdílení informací. Toto a další úsilí přineslo značný tlak na anarchistické organizace a přinutilo vlnu, aby ztratila potřebný impuls k pokračování v křížové výpravě a k útokům.
Každý stát zasažený v první vlně radikálně přeměnil své policejní složky. Byly vytvořeny jednotky, které měly být schopny pronikat do teroristických skupin; například ruská Ochranka, Scotland Yard nebo FBI patří mezi nejznámější příklady. Tato organizační forma zůstává trvalým rysem moderního života.

## Druhá vlna terorismu
Druhá vlna terorismu se odehrává kolem roku 1920 v období mezi světovými válkami. Byla logickým vyústěním první světové války a Versaillské mírové smlouvy. Poražené státy byly nuceny se rozpadnout, to zapříčinilo vznik nových států, nebo koloniálních oblastí Společnosti národů.
Irská republikánská armáda je jednou z prvních teroristických organizací vzniklou v druhé vlně. "IRA dosáhla omezeného úspěchu v roce 1920 a teroristické skupiny se po 2. světové válce vyvinuly ve všech velmocích kromě Sovětského svazu." Nejvýrazněji se projevily v Alžírsku, Izraeli nebo na Kypru, a to například z důvodu početných menšin či rozdílnému náboženství.  Izraelsko-palestinský konflikt byl vyústěním odlišného názoru na uspořádání Palestiny.
Rozdílnost v jednání teroristických skupin byla patrná na první pohled. Díky podpoře ze zahraničí došlo k značnému snížení krádeží a loupeží, které se objevily ve vlně první. Diaspory byly hlavním zdrojem financí až do konce druhé světové války a začátku Studené války. Příkladem mluvícím za vše je podpora Irska ze strany Spojených států amerických, které vytvářely velký tlak na vládu Velké Británie. Po holokaustu měli Židé z Izraele velkou oporu v Židech z USA.  V druhé vlně klesl počet atentátů na osoby ve vrcholné politice, jelikož bylo zjištěno, že nemají předpokládaný účinek, ba dokonce mohou působit kontraproduktivně.
V neposlední řadě si teroristé začínají všímat důležitosti veřejného mínění, které se prosazuje s rozvojem vlivu médií. Dochází k propagandě a bližšímu propracování psychologického pohledu, díky které se teroristé začínají nazývat "bojovníky za svobodu". Společnost národů byla organizace, která působila proti terorismu. Za druhé světové války vznikly změny, jež vedly ke vzniku Organizace spojených národů. OSN se stala hlavním odpůrcem těchto skupin a snaží se bojovat proti násilí a nebezpečným střetům na těchto územích.

## Třetí vlna terorismu
Třetí vlnu lze časově vymezit od počátku Vietnamské války až do let cca 1994/1995, kde se prolíná s vlnou čtvrtou. Významně se tato vlna podobná vlně první, stejně jako u první zde najdeme velmi signifikantní znaky nacionalismu a radikalizmu. První a třetí vlna mají společné také postavení žen v terorismu. Ve druhé vlně byly ženy hlavně postaveny do roli kurýrů a skautů, ve třetí vlně se znovu staví do pozic útočníků a vůdců. Dle Rapoporta byla tato vlna reprezentována především levicově smýšlejícími skupinami, jako například skupina Frakce Rudé Armády v Německu, Přímá Akce ve Francii nebo Rudé brigády v Itálii. Hlavně se zde setkáváme s problematikou Basků, Arménů, Korsičanů a v neposlední řadě také Kurdů.
Na rozdíl od vlny předchozí, kde byly většinou terčem cíle vojenské, ve třetí vlně se teroristé zaměřují na terče politické. Za zmínku jistě také stojí také to, jak se na rozdíl od první vlny v této objevuje častěji trest za určitý prohřešek, v první vlně máme většinou oběti, které byly v čele nějakého veřejného úřadu. Pro příklad můžeme uvést pokus o zavraždění Margaret Thatcher roku 1984, kdy ve vězení zemřelo devět vězněných teroristů, jelikož drželi hladovku a snažili si vydobýt postavení politických vězňů, Margaret Thatcherová však s nimi odmítla jakkoliv vyjednávat.Objevuje se zde i zcela nový typ terorismu - mezinárodní terorismus, avšak Audrey Kurth Cronin ve své knize Behind the Curve: Globalization and International Terrorism nezapomíná připomenout, že mezinárodní terorismus není úplnou novinkou. Objevoval se i dříve, ale v menší míře, rozvinul se hlavně díky moderním technologickým vymoženostem a najdeme zde spoustu spolupráce mezi různými skupinami. Novinkou se také stává únos letadel, který se posléze stane oblíbeným hlavně u blízkovýchodních teroristů. Za období 3. vlny se únos letadel objevil v 73 zemích, hlavně pak v Itálii, Španělsku a Latinské Americe. Jako i v předchozích vlnách, teroristé se organizovali do různých skupin, pro tuto vlnu jsou typické skupiny ETA, IRA a OOP.

## Čtvrtá vlna terorismu
Další a zároveň poslední popsaná vlna terorismu je označována jako náboženská. Důležitými aspekty této vlny je „víra a s ní se překrývající identita”. Teroristé vytvářejí extrémistické odnože všech světových náboženství ať už východních (buddhismus, hinduismus), tak i židovství, křesťanství nebo islámu. Nejvíce aktivní jsou ovšem jednotky zaštiťující se islámským vyznáním.
Dle Rapoportovy teorie může mít vznik nábožensky založených teroristických skupin tři konkrétní příčiny. První z nich je Íránská islámská revoluce, která proběhla v letech 1977–1979 a na jejímž konci zemi opustil dosavadní šáh a vládu převzal ajatolláh Rúholláh Chomejní. Ten se zasadil o nastolení islámské republiky v čele s novým prezidentem a se silnými šíitskými duchovními. Druhou velmi podstatnou událostí pro islámský svět byl začátek nového století dle lunárního kalendáře. Posledním možným aspektem byla sovětská válka v Afghánistánu v letech 1979–1989 mezi jednotkami SSSR a Afghánské demokratické republiky na jedné straně a povstalci (mudžáhedíni) na straně druhé.
Čtvrtá vlna s sebou přináší nové způsoby útoků. Jedná se především o sebevražedné atentáty, kdy atentátník (v některých případech nově i atentátnice) má na svém těle připevněnou výbušninu. Její detonace má za následek velké množství mrtvých či zraněných. Počet teroristických skupin v této fázi mezinárodního terorismu je menší než v předešlých vlnách. Jedná se například o tyto skupiny: Al-Káida, Hamás, Tamilští tygři, sekta Óm Šinrikjó nebo hnutí Islámský stát.

## Shrnutí
Dle Rapoportovy teorie je terorismus provázán s myšlenkami spojenými s demokratizací. První vlnu inspirovalo selhání demokratických reforem, zatímco ústřední téma druhé bylo národní sebeurčení. Hlavní myšlenka třetí vlny, jakkoli roztříštěná a zmatená, byla snaha vyjevit zdání, že existující systémy jsou ve skutečnosti nedemokratické. Naproti tomu duch čtvrté vlny se jeví jako explicitně antidemokratický, neboť demokratické principy jsou neproveditelné bez významné dávky sekularismu.
Rapoport dále tvrdí, že současná (čtvrtá) vlna bude pokračovat, ale neví, jak dlouho. Pokud bychom vycházeli z historie, může skončit během dvaceti let. Její odlišnost od předchozích vln nás ale nechává v nejistotě. První tři vlny vypukly ze sekulárních důvodů a náboženské cítění je známé svou dlouhověkostí.  Největší nebezpečí mezinárodního terorismu je, v Rapoportově výkladu, možnost použití zbraní hromadného ničení. Na rozdíl od státu, který by je použil a čelil okamžitému vyhlazení, se teroristé pro svoji rozptýlenost nemusejí obávat okamžité a adekvátní reakce.
Podle Rapoporta skýtá současný konsensus většiny světa ohledně potřeby bojovat proti terorismu do budoucna jistou naději. Dokládá to tvrzením, že 11. září se stalo globální událostí a zapomenout ho nebude snadné. Optimisticky také hledí na skutečnost, že většina OSN se naučila ozbrojence nazývat „teroristy“ a nikoli „bojovníky za svobodu“. Nicméně úspěch mezinárodní koalice mohou podkopat aktivity místních vlád a uskupení. Například protichůdné zájmy Pákistánu a Indie v Kašmíru, neshoda Izraele a Palestinců ohledně hranic na Blízkém východě, nebo pokračování soupeření různých frakcí v Sýrii i po porážce tzv. „Islámského státu“. 
Rapoportova teorie byla dále rozpracována v pokusech určit, zda čtvrtá vlna vymizí kolem roku 2025 nebo bude trvat dále. Dle některých badatelů organizace založené na náboženském fundamentalismu budou fungovat hluboko do 21. století, ale budou zastíněny novou pátou vlnou. Pátou vlnu údajně vytvoří deziluze z pokračující globalizace a budoucí teroristé se budou rekrutovat z přívrženců spolupracujícího světa rozděleného na národní státy, každý se svébytnou národní/“kmenovou“ kulturou.
Alternativou k Rapoportově teorii čtyř vln je práce Toma Parkera a Nicka Sittera “The Four Horsemen of Terrorism — It’s Not Waves, It’s Strains.” V této práci oba badatelé tvrdí, že terorismus se neodehrává ve vlnách, nýbrž je jako infekce, která se dá vysledovat k pacientovi nula. Oběti teroristického útoku dle této teorie byly zasaženy jedním z kmenů choroby. Tento nový přístup byl oceňován jako příspěvek do debaty, nicméně většinu badatelů nepřesvědčil.

Nejkritičtější odpovědí na Rapoportovu teorii čtyř vln je práce Denyse Proshyna. Tento badatel přímo tvrdí, že teorie čtyř vln je teoreticky nesmyslná a prakticky neúčinná. Hlavním argumentem je vzestup domácího islamistického terorismu navzdory blížícímu se datu, kdy se měla čtvrtá vlna vyčerpat. Proshyn je toho názoru, že spojovat současný terorismus v Evropě s revolucí v Íránu nebo sovětskou invazí do Afghánistánu (obě události se staly r. 1979) je pochybné, neboť pro většinu mladých teroristů jsou to „pololegendární“ příběhy. Proshyn místo teorie vln navrhuje vysvětlit příčiny domácího islamismu sociálními problémy, rasismem a xenofobií.